# BBC Parliament
BBC Parliament é um canal de televisão britânico da BBC. É do género do Canal Parlamento português ou da TV Senado/TV Câmara brasileira, ao transmitir 24 horas a Câmara dos Deputados ao vivo e alguns programas repetidos. A BBC Parliament é um canal de TV pago. O canal também transmite o programa European Parliament, que passa as reuniões plenárias do Parlamento Europeu.

## História

Antigo logotipo da BBC Parliament.

Antes de ser assumido pela BBC, o canal era conhecido como Canal Parlamentar, operado pela United Artists Cable e financiado por um consórcio de operadores de cabo britânicos.
Devido a limitações de capacidade na plataforma de televisão digital terrestre, agora conhecida como Freeview, do lançamento até 30 de outubro de 2002, o canal funcionou como "apenas áudio". Em Freeview, de outubro de 2002 a 13 de novembro de 2006, o canal só conseguiu transmitir uma imagem de quarto de tela. Depois de receber "milhares de e- mails e cartas zangados e perplexos "  sem mencionar as perguntas feitas pelos deputados na própria Câmara, a BBC finalmente encontrou a largura de banda para tornar o canal em tela cheia.
Até 2008, o BBC Parliament era único entre os canais da BBC em ser transmitido usando instalações que não eram da BBC, com os Millbank Studios da ITV em Westminster fornecendo as instalações de engenharia e playout. Produção, editorial e jornalismo foram, no entanto, mantidos pela BBC.

## Programação

### Programação regular
Sempre que a Câmara dos Comuns está sentada, o BBC Parliament carrega a câmara ao vivo sem interrupção, com qualquer sessão simultânea da Câmara dos Lordes sendo mostrada na íntegra mais tarde no mesmo dia e na manhã seguinte, geralmente em seções que se encaixam nas sessões do Commons. A Câmara dos Lordes é transmitida ao vivo apenas nos dias em que não há uma Câmara dos Comuns agendada. O BBC Parliament também fornece uma cobertura completa e gravada da segunda câmara da Câmara dos Comuns, Westminster Hall, durante os fins de semana, quando eles também transmitem sessões de evidências selecionadas de diferentes comitês selecionados da Câmara dos Comuns.
Sempre que as duas câmaras de Westminster estiverem em recesso, mas uma assembléia desconcentrada for constituída, o canal fornecerá cobertura ao vivo de seu trabalho, enquanto durante as sessões de Westminster, a cobertura das assembléias desconcentradas geralmente assume a forma de destaques no final de semana dos principais debates da semana anterior e negócios.